# Xestospongia viridenigra
Xestospongia viridenigra är en svampdjursart som först beskrevs av Vacelet, Vasseur och Claude Lévi 1976.  Xestospongia viridenigra ingår i släktet Xestospongia och familjen Petrosiidae.
Artens utbredningsområde är Madagaskar. Inga underarter finns listade i Catalogue of Life.